# 돛

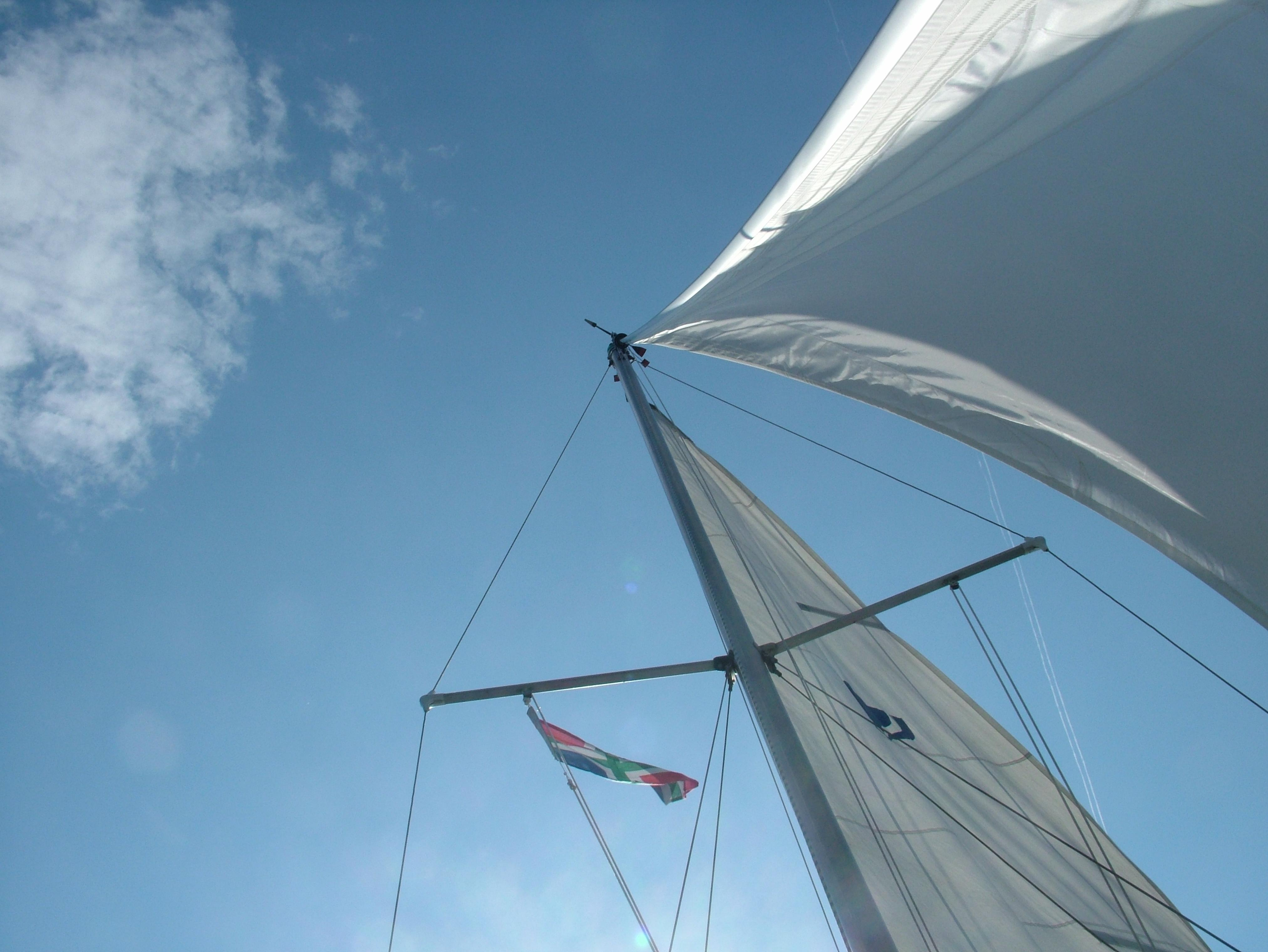
돛

돛은 선박에 달린 것으로, 앞으로 추진하게 하는 힘을 가지고 있다.

## 같이 보기
- 횡범장(≒사각돛, 가로돛)
- 종범장(≒삼각돛, 세로돛)
- 돛단배